# Georges Goffin
Georges Victor Goffin (Aat, 26 november 1867 - Oostende, 24 september 1960) was een Belgisch senator.

## Levensloop
Goffin promoveerde tot doctor in de geneeskunde. Hij vestigde zich als arts in Aat.
In 1907 werd hij verkozen tot gemeenteraadslid en van 1913 tot 1919 was hij schepen van Aat.
In 1933 werd hij socialistisch provinciaal senator voor de provincie Henegouwen, in opvolging van de overleden Jules Lekeu. Hij vervulde dit mandaat tot in 1936.